# Piracicaba (microregio)
Piracicaba is een van de 63 microregio's van de Braziliaanse deelstaat São Paulo. Zij ligt in de mesoregio Piracicaba en grenst aan de microregio's Rio Claro, Limeira, Campinas, Sorocaba, Tatuí, Botucatu en Jaú. De microregio heeft een oppervlakte van ca. 3.790 km². In 2006 werd het inwoneraantal geschat op 552.710.
Twaalf gemeenten behoren tot deze microregio:
- Águas de São Pedro
- Capivari
- Charqueada
- Jumirim
- Mombuca
- Piracicaba
- Rafard
- Rio das Pedras
- Saltinho
- Santa Maria da Serra
- São Pedro
- Tietê

Mesoregio's: Araçatuba · Araraquara · Assis · Bauru · Campinas · Itapetininga · Litoral Sul Paulista · Macro Metropolitana Paulista · Marília · Metropolitana de São Paulo · Piracicaba · Presidente Prudente · Ribeirão Preto · São José do Rio Preto · Vale do Paraíba Paulista

Microregio's: Adamantina · Amparo · Andradina · Araçatuba · Araraquara · Assis · Auriflama · Avaré · Bananal · Barretos · Batatais · Bauru · Birigui · Botucatu · Bragança Paulista · Campinas · Campos do Jordão · Capão Bonito · Caraguatatuba · Catanduva · Dracena · Fernandópolis · Franca · Franco da Rocha · Guaratinguetá · Guarulhos · Itanhaém · Itapecerica da Serra · Itapetininga · Itapeva · Ituverava · Jaboticabal · Jales · Jaú · Jundiaí · Limeira · Lins · Marília · Mogi das Cruzes · Mogi-Mirim · Nhandeara · Novo Horizonte · Osasco · Ourinhos · Paraibuna e Paraitinga · Piedade · Piracicaba · Pirassununga · Presidente Prudente · Registro · Ribeirão Preto · Rio Claro · Santos · São Carlos · São João da Boa Vista · São Joaquim da Barra · São José do Rio Preto · São José dos Campos · São Paulo · Sorocaba · Tatuí · Tupã · Votuporanga